# Manuel de Bofarull y Sartorio
Manuel de Bofarull y de Sartorio (1816-1892) fue un archivero e historiador español.

## Biografía
Nació en Barcelona, hijo de Próspero de Bofarull y Mascaró. Estudió la carrera de leyes en la Universidad de Cervera y alcanzó el grado de licenciado en los Estudios generales de Barcelona. En el año 1830, fue nombrado oficial cuarto supernumerario del Archivo de la Corona de Aragón, en 1833 efectivo y en 1846 oficial tercero. En recompensa de los servicios prestados en dicha institución, en especial en 1843, fue nombrado por real orden de 25 de abril de 1847 sub-archivero, cuyo cargo desempeñó hasta que obtuvo la plaza de archivero.

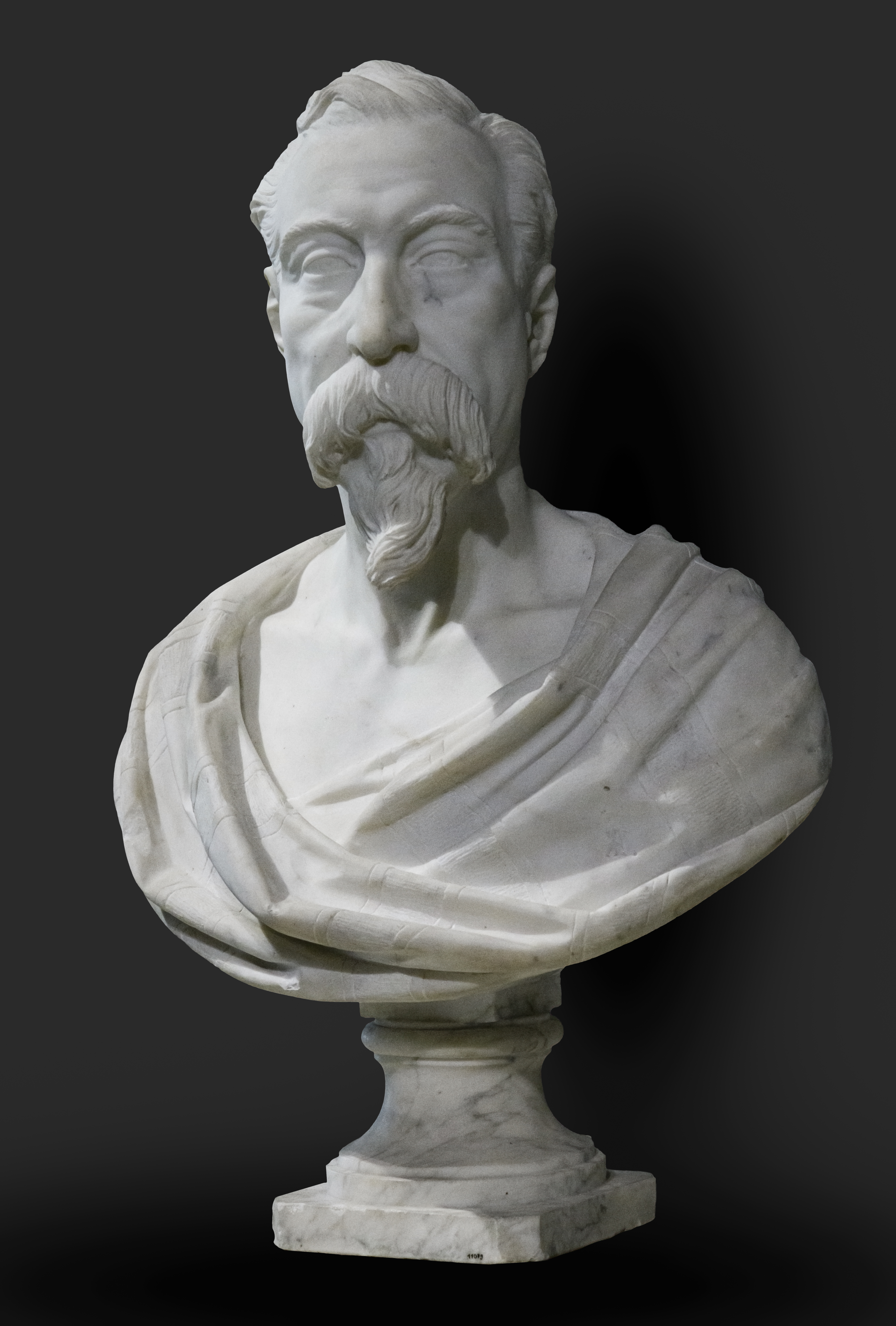
Busto debido a Agapito Vallmitjana Barbany (Museo Nacional de Arte de Cataluña)

La Diputación Provincial de Barcelona le nombró en 1844 vocal de la Comisión de Monumentos históricos y Artísticos y en 1860 fue nombrado vicepresidente de esta misma entidad, cargo que desempeñó hasta la reforma de todas las del reino conforme al reglamento de 24 de noviembre de 1865. En 1848 fue nombrado vocal de la Junta de Monumentos históricos y artísticos, correspondiente de la Real Academia de la Historia, de la Arqueológica Tarraconense, de la Academia de Buenas letras y Sociedad Económica de Amigos del País de Sevilla, de la Sociedad de Artes y Ciencias de Carcasona, de la Sociedad Siciliana para la historia patria (Palermo), del Instituto arqueológico de Roma, socio honorario de la Academia arqueológica de Bélgica. En 1849, le fue concedido el título de caballero de la real y distinguida Orden de Carlos III, en 1856 el rey de Prusia, Federico Guillermo IV, le remitió la medalla de oro destinada a recompensar el mérito en ciencias y artes; en 1877 y 1884 le fueron otorgados los títulos de oficial y comendador de la Orden de la Corona de Italia.
En la Real Academia de Buenas letras de Barcelona leyó en 4 de junio de 1845 «Memoria descriptiva de las magníficas fiestas que se hicieron en Barcelona por la primera entrada, que se verificó en el día 15 de febrero de 1559 de su vigésimo octavo conde D. Carlos, Emperador de Alemania y Rey de España, primero de su nombre». Fue publicada en la revista La Discusión e incluida en el tomo ii, págs. 250 de las Memorias de la Real Academia de Buenas Letras. En esta corporación leyó, además, en 10 de diciembre de 1847 un trabajo sobre la vida y obras de Pedro Miguel Carbonell, cronista y archivero de Aragón.
En la solemne apertura del nuevo edificio del Archivo de la Corona de Aragón, leyó una «Memoria» en la que da detalladas noticias de la historia, organización y fondos de aquel importante establecimiento. Hacia finales del siglo XIX publicó una colección de «Documentos inéditos relativos á la historia del virreinato de San Francisco de Borja en Cataluña» (Boletín de la Real Academia de la Historia, tomo X, pág. 246 ) y la relación de los «Funerals dels Reys d’ Aragó á Poblet» (Barcelona: imprenta P'. Giró, 1886).
En la Ilustración Venatoria, periódico de caza y pesca (Madrid), colaboró desde 1880 a 1885 y publicó más de 300 documentos de cetrería y caza, copiados del Archivo de la Corona de Aragón, en latín, castellano y catalán, traducidos algunos al castellano y cuatro artículos con el título de Zoología que contienen datos muy curiosos.
También publicó «El registro del merino de Zaragoza, el caballero Don Gil Tarín, 1291 - 1312.» (Zaragoza; imp. del Hospicio provincial). Comprende este trabajo, además, del «Registro» un estudio documentado del caballero Tarín, y del cargo de merino de Zaragoza. Fue autor de diversos trabajos para escribir una monografía documentada de la villa de Montblanch desde su origen (1155) hasta el reinado de Don Martín; una memoria de Mossén Borra; la historia del Archivo de la Corona de Aragón, y la de los judíos de este territorio.